# Долежал, Иржи
Иржи Долежал (чеш. Jiří Doležal; род. 22 сентября 1963, Вельке-Поповице) — чехословацкий и чешский хоккейный нападающий и тренер. Чемпион Чехословакии 1990 года, 4-кратный бронзовый призёр чемпионатов мира.

## Биография
Иржи Долежал является воспитанником клуба «Спарта Прага». В 1990 году стал чемпионом Чехословакии. После окончания чемпионского сезона перебрался за границу, играл в Финляндии и Германии. В 1996 году вернулся в Чехию, стал играть за пражскую «Славию». Завершил карьеру в 2000 году.
В составе сборной Долежал 4 раза был бронзовым призёром мировых чемпионатов.
После окончания игровой карьеры стал тренером. Работал с юниорскими командами «Спарты» и «Славии», в начале сезона 2012/13 был главным тренером клуба Экстралиги «Хомутов».

## Достижения
- Чемпион Чехословакии 1990
- Серебряный призёр чемпионата Чехословакии 1988 и чемпионата Финляндии 1992
- Бронзовый призёр чемпионата Чехословакии 1987 и чемпионата Финляндии 1993
- Бронзовый призёр чемпионатов мира 1987, 1989, 1990 и 1993

## Статистика
- Чемпионат Чехии (Чехословакии) — 424 игры, 315 очков (168+147)
- Сборная Чехословакии — 112 игр, 26 шайб
- Сборная Чехии — 33 игры, 10 шайб
- Чемпионат Финляндии — 155 игр, 129 очков (54+75)
- Чемпионат Германии — 97 игр, 117 очков (51+66)
- Вторая немецкая лига — 52 игры, 90 очков (46+44)
- Всего за карьеру — 873 игры, 355 шайб

## Семья
Оба его сына также хоккеисты, по амплуа нападающие. Иржи Долежал-младший (род. 08.07.1985 г.) — чемпион Экстралиги 2008 года, играет в первой чешской лиге за пражскую «Славию». Томаш Долежал (род. 29.09.1990 г.) играет за клуб первой чешской лиги «Пршеров».